# Syntomopus pallipes
Syntomopus pallipes är en stekelart som beskrevs av Rudow 1886. Syntomopus pallipes ingår i släktet Syntomopus och familjen puppglanssteklar. Inga underarter finns listade i Catalogue of Life.